# Randers Sydkredsen
Randers Sydkredsen er en opstillingskreds i Østjyllands Storkreds.
Kredsen blev oprettet i 2007. Den består af den sydlige og vestlige del af Ny Randers Kommune.
I forhold til de gamle kommuner består kredsen af de fire vestlige sogne fra Sønderhald Kommune, Langå Kommune (undtagen de tre sydlige sogne, der er overført til Favrskovkredsen) og Purhus Kommune (undtagen Spentrup og Gassum, der er overført til Randers Nordkredsen). Fra den gamle Randers Kommune er området syd for Gudenåen og Randers Fjord blevet en del af kredsen. Desuden er bymidten i Randers (nord for fjorden og åen) også blevet en del af Randers Sydkredsen.

## Folketingskandidater pr. 25/11-2018

### Valgkredsens kandidater for de pr. november 2018 opstillingsberettigede partier
| Liste | Parti                       | Kandidat                   | Bemærk |
| ----- | --------------------------- | -------------------------- | ------ |
| A     | Socialdemokratiet           | Iben Sønderup              |        |
| B     | Radikale Venstre            | Casper Karup Hedegaard     |        |
| C     | Det Konservative Folkeparti | Karsten Ulstrup Kristensen |        |
| D     | Nye Borgerlige              | Niels-Christian Braad      |        |
| F     | Socialistisk Folkeparti     |                            |        |
| I     | Liberal Alliance            |                            |        |
| O     | Dansk Folkeparti            | Claus Kvist Hansen         |        |
| V     | Venstre                     | Michael Aastrup Jensen     |        |
| Ø     | Enhedslisten                | Karina Hjorth              |        |
| Å     | Alternativet                |                            |        |